# کیران ریچاردسن
کیران ریچاردسن (انگلیسی: Kieron Richardson؛ زادهٔ ۱۲ ژانویهٔ ۱۹۸۶) هنرپیشه اهل بریتانیا است. معروف‌ترین نقش او در سریال هالیوکس است.